# 永山喜一
永山 喜一（ながやま きいち、1896年（明治29年）9月8日 - 1945年（昭和20年）10月10日）は、大日本帝国陸軍軍人。兵科は工兵科。最終階級は陸軍少将。功四級。

## 経歴
1896年（明治29年）に青森県で生まれた。陸軍士官学校第25期卒業。1940年（昭和15年）1月に独立工兵第24連隊長（関東軍・第1工兵隊）に就任し、佳木斯に位置した。1941年（昭和16年）3月に陸軍大佐に進級し、1943年（昭和18年）3月に関東軍水上司令官に着任した。
陸軍築城部附を経て、1945年（昭和20年）4月14日に第7工兵隊司令官（第1総軍・第12方面軍）に就任し、6月10日には陸軍少将に進級。埼玉県浦和で終戦を迎えた。